# یواس‌اس دلاویر (اس‌اس‌ان-۷۹۱)
یواس‌اس دلاویر (اس‌اس‌ان-۷۹۱) (به انگلیسی: USS Delaware (SSN-791)) یک زیردریایی است که طول آن ۱۱۴٫۹ متر (۳۷۷ فوت) می‌باشد.